# Molaar
Een molaar, dens molaris, maaltand, echte kies of grote kies is een tand in het achterste deel van de mond, vlak achter de premolaren. Molaren hebben in voorachterwaartse richting een dubbele knobbelstructuur. De functie is het vermalen van voedsel, meestal door ronddraaiende bewegingen. In een volledig volwassen gebit bevinden zich in totaal twaalf molaren, drie in elk mondkwadrant. In de tandheelkunde maakt men het volgende onderscheid tussen deze drie kiezen:
- De eerste molaren, bevinden zich direct achter de premolaren.
- De tweede molaren, bevinden zich achter de eerste molaren, dus dieper in de mond.
- De derde molaren, liggen, indien doorgebroken, geheel achterin. Deze staan beter bekend als verstandskiezen.

In het melkgebit worden de kiezen ook wel melkmolaren genoemd. In tegenstelling tot het volwassen gebit telt een volledig melkgebit slechts acht melkmolaren, twee in elk kwadrant.
Molaren in de bovenkaak heten ook wel bovenmolaren, molaren in de onderkaak ondermolaren.

## Morfologie

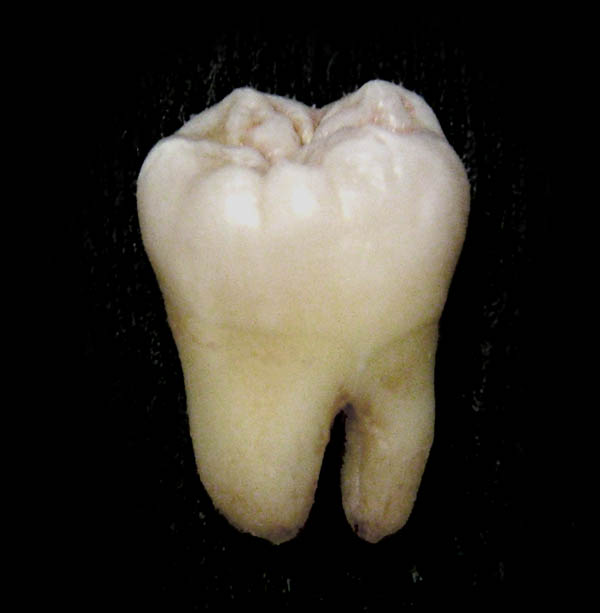
Een ondermolaar, met twee wortels

Het onderste gedeelte van een molaar bestaat uit twee of meer wortels. Tussen de wortels bevindt zich de furcatie (wortelsplitsing). Het bovenste gedeelte van een molaar heet de kroon en heeft knobbels bovenop. Bij een normale beet staan de knobbels aan de wangkant van de bovenmolaren buccaal ten opzichte van knobbels aan de wangkant van de ondermolaren. De bovenmolaren en de ondermolaren verschillen in een aantal opzichten van elkaar; zo zijn onder andere het aantal wortels en wortelkanalen verschillend.
Ondermolaren hebben over het algemeen twee wortels: een mesiale wortel (mesiovestibulair en mesiolinguaal zijn vaak versmolten) en een distale wortel. De drie kanalen zijn het mesiovestibulaire, het mesiolinguale en het distale kanaal.
Bovenmolaren hebben over het algemeen drie wortels (een palatinale wortel, een mesiovestibulaire wortel en een distovestibulaire wortel) en vier kanalen. Het vierde kanaal is daarentegen vaak zeer klein, maar blijkt bijna altijd aanwezig te zijn. Vaak maakt dit vierde kanaal een wortelkanaalbehandeling lastig.

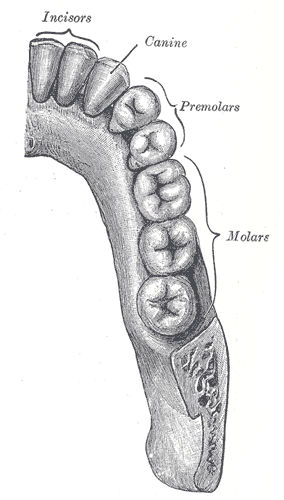
De molaren in een volwassen gebit

Ook de molaren binnen een kwadrant verschillen van elkaar:
- De eerste molaar is meestal de grootste van de molaren binnen een kwadrant.
- De wortels van de tweede en derde molaren zijn meestal korter dan die van de eerste molaar.
- Sterke kromming van de wortels komt vaker voor bij de derde molaar dan bij de eerste of de tweede molaar.
- Bij de derde molaar ziet men vaker versmelting van de wortelkanalen, waardoor bij een derde molaar in de bovenkaak het vierde kanaal vaker niet aanwezig is.
- Bij de derde molaren zijn er veel meer variaties mogelijk, qua wortelformatie en het aantal kanalen.

De eerste bovenmolaar heeft nog weleens een extra knobbel. Deze knobbel bevindt zich bij de al bestaande mesiopalatinale knobbel (aan de voorkant van het verhemelte). Deze extra knobbel wordt ook wel tuberculum van Carabelli genoemd.

## Internationale tandnummering
Om onduidelijkheid te voorkomen heeft elke tand in het menselijke gebit door de internationale tandnummering een nummer, gebaseerd op het kwadrant en de precieze plaats vanaf het midden. Hieronder zijn de nummers van de molaren in een volwassen gebit gegeven:
- Rechtsboven: 16, 17 en 18
- Linksboven: 26, 27 en 28
- Linksonder: 36, 37 en 38
- Rechtsonder: 46, 47 en 48

In een melkgebit wijkt de tandnummering af. De melkmolaren worden aangeduid als:
- Rechtsboven: 54 en 55
- Linksboven: 64 en 65
- Linksonder: 74 en 75
- Rechtsonder: 84 en 85